# Michele Moramarco
Michele Moramarco (Reggio nell'Emilia, 6 ottobre 1953) è un saggista, narratore e autore musicale, esponente italiano della Massoneria tradizionale e assertore di una sintesi religiosa tra Mazdeismo e Cristianesimo. 
Discende da un'antica famiglia di Altamura, di origini latino-germaniche, cresciuta e ramificatasi durante il dominio dei Farnese (1542-1731).

## Biografia
È nato da padre pugliese, agente della Polizia di Stato, e da madre casalinga originaria di Villa Gaida, forse in origine un avamposto longobardo (nella lingua di quella popolazione germanica il toponimo significava "lancia" o "punta") situato tra Reggio e Parma. 
Il nonno materno, che con la famiglia si trasferì negli anni '20 del '900 a Villa Bagno per lavorare le terre già appartenute alla famiglia Levi, fu un seguace di Camillo Prampolini.
Cresciuto in ambito cattolico, frequentando la parrocchia di San Pellegrino (Reggio Emilia) retta da Don Angelo Cocconcelli, intraprese un personale percorso spirituale durante l'adolescenza, con il significativo apporto del suo docente liceale di filosofia Umberto Pagnotta, di fede unitariana, e trascorrendo poi periodi di formazione in istituzioni protestanti e inter-religiose, sia negli Stati Uniti che in Inghilterra: qui, nel 1974, visitò il college di Woodbrooke, venendo ammesso a un programma di "extra-mural studies" per l'anno accademico successivo.
Laureatosi cum laude in Filosofia presso l'Università di Bologna nel 1977, con una tesi sul pensatore indiano Sri Aurobindo (relatore il noto indologo e sanscritista Giorgio Renato Franci, controrelatrice la filosofa della religione Tina Mirella Manferdini), nella seconda metà degli anni Ottanta si è formato in Training autogeno e Psicoterapia con la procedura immaginativa sotto la guida di Luigi Peresson, che lo introdusse anche alla psicosintesi di Roberto Assagioli.

### Ricerche e attività massoniche
Studioso di Massoneria, ha scritto la Nuova Enciclopedia Massonica in tre volumi (1989-1995, seconda ed. 1997), importante testo di ricerca massonologica.
Un suo precedente volume, La Massoneria ieri e oggi (1977), fu tra i primi, sull'argomento, tradotti e pubblicati in Russia dopo il crollo del regime sovietico, che aveva proscritto le Logge.
Iniziato nel Grande Oriente d'Italia il 10 dicembre 1975, divenne Maestro Venerabile della Loggia Intelletto e Amore n. 723, e nel 1986 ricevette la decorazione all'Ordine di Giordano Bruno, conferita a quanti si distinguono nello studio e nella diffusione degli ideali massonici.
Negli anni 1975-1980 collaborò attivamente alla Rivista Massonica, fondata e diretta da Giordano Gamberini, e a Hiram.
Nel 1983 fu il coordinatore scientifico del Convegno Internazionale 250 anni di Massoneria in Italia (Auditorium del Palazzo dei Congressi, Firenze, 24-25 giugno), al quale parteciparono studiosi quali Paolo Ungari, Alessandro Bausani, Aldo A. Mola, Alberto Basso, Fabio Roversi Monaco, Paolo Ricca. Il convegno fiorentino costituì la prima risposta pubblica, da parte della Comunione massonica di Palazzo Giustiniani, alle degenerazioni della P2.
Nello stesso anno, in qualità di Garante d'Amicizia tra il Grande Oriente d'Italia e la Grand Lodge of South Africa, richiese, d'accordo con il Gran Maestro Armando Corona, che tutte le Logge sudafricane, peraltro già avviate in tale direzione dal 1977 (quando un gruppo di Liberi Muratori della Massoneria Prince Hall era stato ammesso nella Loggia "De Goede Hoop" di Cape Town), abrogassero l'apartheid, scelta che esse fecero, qualificandosi tra le prime associazioni bianche a superare la segregazione razziale.
Nel 1992 uscì con tutta la Loggia Intelletto e Amore dal Grande Oriente d'Italia, rigettandone il laicismo e la contiguità ad alcune aree politiche, per ravvivare i nuclei massonici di impronta cristiana e spiritualista, che assunsero la denominazione Real Ordine degli Antichi Liberi e Accettati Muratori (A.D. 926). Su tale concezione della Massoneria ha scritto La via massonica. Dal manoscritto Graham al risveglio noachide e cristiano (2014), un testo dal quale emerge fra l'altro l'importanza, nella formazione della spiritualità massonica, della Vergine Maria come: a) madre di Gesù téktōn (v. Mc. 6,3 ma anche Mt. 13,55, in riferimento a Giuseppe), vocabolo polisemico che può significare: falegname, artigiano, muratore; b) tabernacolo del Logos (secondo una immagine ricorrente già nella letteratura cristiana del primo millennio); c) simbolo umano della Sophia divina.
Ha ricostruito le vicende della Gran Loggia d'Italia, l'altra associazione maggioritaria di Liberi Muratori, e della Serenissima Gran Loggia Nazionale Italiana (la Comunione di Rito Scozzese Antico ed Accettato da cui la prima si era staccata nel 1962), nel volume Piazza del Gesù (1944-1968). Documenti rari e inediti della tradizione massonica italiana (1992), contribuendo in seguito alla realizzazione di programmi tematici per varie emittenti televisive, tra le quali Rossija 24 (2014), Reteconomy (2016) e È TV Rete7 (2017). 
Su temi attinenti alla Massoneria, al simbolismo e alla mitologia, ha collaborato nel corso degli anni con numerose case editrici, tra le quali Bastogi, Fratelli Fabbri, Giunti, SugarCo e UTET.
Ha conseguito il 33º grado del Rito Scozzese e il VII del Rito filosofico italiano, che nel secondo decennio del Novecento vide tra le sue file i neopitagorici Arturo Reghini e Amedeo Rocco Armentano. Su mandato dei detentori di uno dei rami di questa tradizione, ha raccolto le istruzioni dei vari gradi nell'Ordo Numae Regis, che si ispira alla "ierostoria" di re Numa Pompilio, il sabino artefice di giustizia, pace e religiosità nella Roma arcaica.
Nel 1986 ha istituito in Italia l'Antico Rito Noachita su patente ricevuta presso il British Museum dall'ex Maestro Venerabile della Loggia "Heliopolis" di Londra, Desmond Bourke (1918-2005).
Ha realizzato una colonna sonora per i rituali massonici, dal titolo Masonic Ritual Rhapsody.
Il 28 giugno 2003, presso la Loggia "Gottfried Keller" di Zurigo, è stato ricevuto come membro nell'Independent Order of Odd Fellows, una delle prime friendly societies inglesi, sviluppatasi come associazione mutualistica tra artigiani e operai nell'Inghilterra del nord (soprattutto nell'area di Manchester, centro fondamentale della rivoluzione industriale) e divenuta a Londra, in epoca georgiana, un club etico-spirituale dal suggestivo corredo simbolico in parte affine a quello massonico, e dallo spiccato lealismo hannoveriano.

### Religione e politica
Già attivo con Joseph L. Gentili (1946-2008), editore del newsletter Brooklyn Universalist Christian, in un progetto di restaurazione della Universalist Church of America contro la deriva liberal di quel movimento, il 18 ottobre 2003 ha ricevuto il navjote zoroastriano da un autorevole mobed indo-americano, di lignaggio sacerdotale iranico risalente all'epoca sasanide.
Nel volume Il Mazdeismo Universale ha proposto una concezione eclettica di tale religione, collegando ad essa elementi del misticismo ebraico, del dualismo platonico e cristiano, del buddhismo Mahāyāna, e associando il Cristo alla figura del saoshyant (divino soccorritore, messia) profetizzato dall'antica religione iranica, in una prospettiva dottrinale di tipo mazdeo-cristiano, intorno alla quale si è formata una Fraternità che è rimasta peraltro allo stato di minuscola diaspora.
Ha esplorato le correnti latitudinaria e mistica dell'Anglicanesimo e il percorso religioso di Charles Loyson, confluendo, nel 2017, in un centro religioso di orientamento eclettico, ove ha potuto conservare la doppia appartenenza, cristiana-universalista e zoroastriana. Entro tale gruppo, denominato dal 2021 Holy Spirit Universal Cloister ("Claustro Universale del Santo Spirito"), è un oblato di San Pellegrino delle Alpi, secondo la Regola che, ispirandosi alle tradizioni fiorite intorno alla vita di quel leggendario eremita del Cristianesimo celtico, contempla quotidianamente il "canto interiore" delle Beatitudini a mezzodì, tre ore di silenzio (alternato a brevi impromptu oranti) e almeno un atto "di giustizia, o di soccorso fraterno" anche nei riguardi di animali e piante. 
Sempre mantenendo la doppia appartenenza (sulla base di una posizione teista), nel marzo 2023 è entrato in comunione con la Broad Church, il filone anglicano che non richiede sudditanza alle formule dogmatiche, in particolare cristologiche, imposte nei primi Concili, e che considera pienamente legittima la dottrina della salvezza universale.
Ha trattato dei nessi tra Zoroastrismo e Cristianesimo nei libri La celeste dottrina noachita (1994), I Magi eterni (2013) e Introduzione al mazdeo-cristianesimo (2021), partecipando altresì ai documentari di Luca Trovellesi Cesana (realizzati da Sydonia Production) I Re Magi. La vera storia, trasmesso in prima tv, il 5 gennaio 2017, sul canale Focus, e My Religion (11º episodio, Zoroastrismo), uscito successivamente su Sky Arte e Prime Video. 
Si è occupato di fenomenologia del sacro nel saggio L'ultima tappa di Henry Corbin (1985) e di tanatologia in Psicologia del morire (1991). 
Negli anni 1973-1975 ha scritto sulle esperienze di autogestione dei lavoratori nel mondo e sui rapporti tra socialismo e religione per Azione nonviolenta, la rivista fondata da Aldo Capitini. Con il saggio Per una rifondazione del Socialismo partecipò al simposio "Marxismo e nonviolenza" (Firenze, 1975) nel quale intervennero, tra gli altri, Norberto Bobbio e Roger Garaudy. 
Prima di militare (dal 1973 al 1976) nel Movimento Nonviolento coordinato da Pietro Pinna, aveva fatto parte di quello anarchico (dal 1968 al 1973), condividendo le istanze umanitarie e gradualiste di Alfonso Failla e di Gaston Leval. 
Dai primi anni '80 si richiama alle idee del socialismo religioso e utopistico, ispirandosi a una "teocrazia sociale" come quella attuata da alcune comunità di estrazione protestante (Ephrata Cloister, Harmony Society, Hopedale, ecc.): ciò lo portò a ritirare la propria adesione - durata alcuni anni e maturata, a metà degli anni '70, nella corrente demartiniana - al Partito Socialista Italiano, ancora dominato da idee materialiste e laiciste. 
Nella visione socio-teocratica vengono affermati: 
1) il primato della virtù, che i rappresentanti dello Stato e dei corpi intermedi dovrebbero incarnare nella propria vita e difendere in ambito civico, "promulgando e applicando leggi rigorose sul vizio e la virtù", come John Locke (che pure è annoverato tra i padri del pensiero liberale) scriveva nel suo An Essay Concerning Toleration (1667); 2) il nesso inscindibile tra ordine e giustizia; 3) il binomio mazziniano "tradizione-progresso" come lievito di civiltà, ogni volta che i due termini vengono applicati di concerto a una determinata scelta etico-politica; 4) l'idea federiciana dell'auctoritas come necessario fondamento dell'imperium, che deve sviluppare tratti di universalità spirituale, culturale e civile: in questa prospettiva, ogni potere che non si basa sulla autorevolezza, cioè su competenza unita a rettitudine, si risolve in usurpazione e in tirannia.
Dal 1971, Moramarco è un sostenitore della lingua ausiliaria internazionale Esperanto. Ha aderito al gruppo esperantista bolognese "Achille Tellini 1912".

### Letteratura, storia dello spettacolo e musica
In ambito narrativo, è autore di Diario californiano (1981) e Torbida dea (2007).
Si è occupato di storia dello spettacolo, scrivendo I mitici Gufi (2001) sul celebre quartetto di cabaret degli anni sessanta, e partecipando all'allestimento del programma Gufologia per Rai Sat (2002). Con l'ex "Gufo" Roberto Brivio ha collaborato sia nella riproposta del repertorio del gruppo in teatri e circoli culturali, sia nella realizzazione di un laboratorio teatrale e musicale che vide attivamente coinvolti numerosi alunni portatori di disabilità, presso l'Istituto medio superiore in cui insegnò psicologia dal 1994 al 2009. 
Nella stesura de I mitici Gufi, ha ricevuto la collaborazione e l'apprezzamento - anche per la parte musicologica - del maestro Giorgio Gaslini, già arrangiatore del gruppo in sinergia con Lino Patruno, presso la EMI di cui era direttore artistico negli anni in cui I Gufi incidevano per quella major.
Dalla convergenza tra l'interesse per le esperienze massoniche e quello per le forme più creative di spettacolo è nato il volume Massoneria e mondo dello spettacolo (2024). Da quest'opera la Serenissima Gran Loggia Nazionale Italiana (Piazza del Gesù-Palazzo del Sacramento, sedente in Napoli) ha tratto i contenuti del suo Calendario artistico 2025.
Ha inciso quattro CD, Allucinazioni amorose (meno due), Gesbitando, Come al crepuscolo l'acacia e Existenz, che contengono sue canzoni e brevi suites strumentali, ricevendo - con recensioni giornalistiche/radiofoniche e note sui social media - il plauso, tra gli altri, di critici come Maurizio Becker, Giancarlo Governi, Mario Bonanno (Musica & Parole), Salvatore Esposito (Blogfoolk), di autori come Bruno Lauzi, Ernesto Bassignano, Giorgio Conte, degli strumentisti-compositori Giulio Stracciati, Shinobu Ito, Melissa Collard, Walter Porro (polistrumentista autore della colonna sonora di Bogre, docufilm dedicato a Catari e Bogomili uscito nel 2021), e di Sharon Hamilton-Getz, nuora di Stan Getz e vedova del figlio Steve, fondatrice di World Harmony Communications e animatrice di iniziative musicali inter-culturali per agenzie aventi status consultivo presso l'Organizzazione delle Nazioni Unite.
Varie sue composizioni, come riportato dal giornalista e studioso Pierluigi Ghiggini ("Prima pagina", "Il Giornale di Reggio", ecc.), sono nate in situazioni sinestesiche.
Negli arrangiamenti si è avvalso della collaborazione di Andrea Ascolini (nipote dell'insigne fotografo Vasco Ascolini), polistrumentista e autore, fra l'altro, di numerose colonne sonore per il teatro di figura della storica Compagnia di Otello Sarzi, una delle più note e apprezzate nel settore.
Nel dicembre 2017 è stato chiamato da Luisa Melis, figlia e continuatrice dell'opera di Ennio Melis, il patron della RCA Italiana, a far parte della giuria del Premio De André (XVI, XVII, XVIII, XIX e XX edizione).

## Opere

### Saggistica, narrativa e studi di filosofia
- La Massoneria ieri e oggi (De Vecchi, Milano 1977)
- La Massoneria oggi. Cronaca, realtà, idee (De Vecchi, Milano 1981)
- Per una rifondazione del socialismo, in AA.VV.: Marxismo e nonviolenza (Lanterna, Genova 1977)
- La Libera Muratoria, AA.VV. (SugarCo, Milano 1978).
- Masonstvo v proshlom i nashtoiashchem (Progress, Moskva 1990)
- La Massoneria. Il vincolo fraterno che gioca con la storia, a cura di (seconda ed., Giunti, Firenze 2009)
- Diario californiano (Bastogi, Foggia 1981)
- Grande Dizionario Enciclopedico (quarta ed., UTET, Torino 1985) (voci: Antroposofia, Besant, Cagliostro, Radiestesia, ecc.)
- L'ultima tappa di Henry Corbin, in Contributi alla storia dell'Orientalismo, a cura di G.R. Franci (Clueb, Bologna 1985)
- 250 anni di Massoneria in Italia, a cura di (Bastogi, Foggia 1985; 2.a ed., 1992)
- Nuova Enciclopedia Massonica (Ce.S.A.S., Centro Studi Albert Schweitzer, Reggio Emilia, 1989-1995, 2 vol. in 4°, pp. XV, 582 e pp. XV, 623; seconda ed., Bastogi, Foggia 1997)
- Psicologia del morire, in AA.VV. I nuovi ultimi (Francisci, Abano Terme 1991)
- Piazza del Gesù (1944-1968). Documenti rari e inediti della tradizione massonica italiana (Ce.SA.S. Reggio Emllia, 1992)
- Sette Lodi Massoniche alla Beata Vergine Maria (Real Ordine A.L.A.M., Reggio Emilia 1992)
- La celeste dottrina noachita (Ce.S.A.S, Reggio E. 1994)
- I mitici Gufi (Edishow, Reggio Emilia 2001)
- Torbida dea. Psicostoria d'amore, fantomi & zelosia (Bastogi, Foggia 2007)
- Il Mazdeismo Universale. Una chiave esoterica alla dottrina di Zarathushtra (Bastogi, Foggia 2010); seconda ed.: Zoroastrismo. Le dimensioni spirituali, simboliche e rituali (BastogiLibri, Roma 2024)
- I Magi eterni. Tra Zarathushtra e Gesù (con Graziano Moramarco) (Om Edizioni, Bologna 2013)
- La via massonica. Dal manoscritto Graham al risveglio noachide e cristiano (Om Edizioni, Bologna 2014)
- Rabbi Hillel e Zamenhof: aspetti sacrali dell'Esperanto (in Achille Tellini uomo di scienza, cultura e utopia nell'Italia del primo '900 - Atti del Convegno, Bologna 2016, pp. 19-22) ([a cura di Ivan Orsini], Gruppo Esperantista Bolognese "Achille Tellini", Bologna 2018)
- Massoneria. Simboli, cultura, storia (consulenza scientifica di M.M.) (Atlanti del Mistero/Giunti-De Vecchi, Firenze 2020)
- Introduzione alla Libera Muratoria (Il Settenario, Bologna 2020)
- Introduzione al mazdeo-cristianesimo (2.a ed., Il Settenario, Bologna 2021)
- Massoneria e mondo dello spettacolo (Il Settenario, Bologna 2024)

### Musica
- Allucinazioni amorose (meno due) (cd) (Bastogi Music Italia 2008)
- Masonic Ritual Rhapsody (cd) (Bastogi Music Italia 2008)
- Gesbitando (cd, con Andrea Ascolini) (Bastogi Music Italia 2010)
- Come al crepuscolo l'acacia (cd) (Heristal Entertainment, Roma 2013)
- Existenz (cd) (Heristal Entertainment, Roma 2017)